# Just 4 Fun
Just 4 Fun fue una banda noruega de principios de la década de 1990.
Estaba compuesta por Marianne Antonsen, Jan Groth, Eiríkur Hauksson y Hanne Krogh. Krogh representó a Noruega en el Festival de la Canción de Eurovisión 1971 donde acabó en 17.ª posición, y en el Festival de la Canción de Eurovisión 1985 cuando ganó formando parte de Bobbysocks. Eiríkur Hauksson participató en el Festival de la Canción de Eurovisión 1986 representando a Islandia como miembro del trío ICY, y como solista, también por Islandia en 2007.
La banda alcanzó la fama tras algunos conciertos. Represetaron a Noruega en el Festival de la Canción de Eurovisión 1991 celebrado en Roma, con la canción Mrs. Thompson. Fueron los primeros en representar a Noruega sin ser elegidos en el Melodi Grand Prix. La televisión noruega había recibido unas 140 canciones pero descartó realizar una preselección porque confiaba en que este grupo alcanzase una buena posición, pero solo pudieron acabar en 17.ª posición.